# Хионадес (дем Коница)
Хионадес  (на гръцки: Χιονάδες) е село в Северозападна Гърция, дем Коница, област Епир. Селото е разположено в областта Масторохория. Според преброяването от 2001 година населението му е 78 души. Разположено е на 1150 m надморска височина в южното подножие на планината Грамос.